# NGC 3882
NGC 3882 este o galaxie spirală situată în constelația Centaurul. A fost descoperită în 3 aprilie 1834 de către John Herschel. Se află la o distanță de 23,34 de megaparseci de Pământ.